# Shane Vereen
Shane Patrick-Henry Vereen (* 2. März 1989 in Valencia, Kalifornien) ist ein ehemaliger US-amerikanischer American-Football-Spieler in der National Football League (NFL). Er spielte für die New York Giants und die New England Patriots als Runningback. Mit letzteren konnte er den Super Bowl XLIX gewinnen.

## College
Vereen besuchte die University of California, Berkeley und spielte für deren Mannschaft, die Golden Bears, drei Jahre College Football, wobei er 35 Touchdowns erzielte.

## NFL

### New England Patriots
Beim NFL Draft 2011 wurde er in der zweiten Runde als insgesamt 56. Spieler von den New England Patriots ausgewählt. Kam er in seiner Rookie-Saison nur sporadisch zum Einsatz, erhielt er in den folgenden Jahren deutlich mehr Spielzeit. Vereen hatte auch nicht unerheblichen Anteil am Gewinn des Super Bowl XLIX, wo er als Starter auflief und ihm vier Läufe für 13 Yards sowie 12 Passfänge für 63 Yards gelangen.

### New York Giants
Anfang März 2015 unterschrieb er einen Vertrag bei den New York Giants. In drei Spielzeiten konnte er insgesamt fünf Touchdowns erzielen.

### New Orleans Saints
Im Juli 2018 wurde Vereen von den New Orleans Saints unter Vertrag genommen, die, nachdem Mark Ingram für vier Partien gesperrt wurde, ihr Runningback-Korps verstärken wollten. Er zog sich im Training eine Verletzung zu und wurde knapp vor Beginn der Regular Season bereits wieder entlassen.

## Privates
Sein Bruder Brock Vereen spielte ebenfalls in der National Football League, er wurde im NFL Draft 2014 in der vierten Runde von den Chicago Bears ausgewählt.

## Nach der Karriere als Aktiver
Seit 2019 arbeitet er bei FOX als Football-Kommentator.